# سينما ماراثية

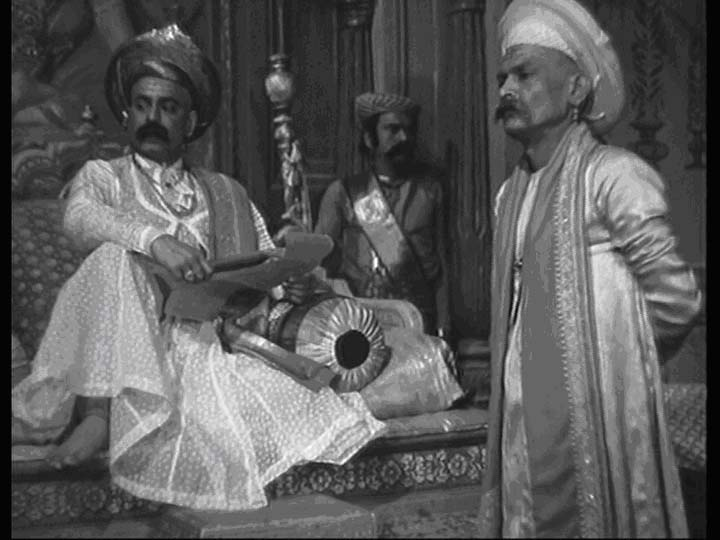
مشهد من الفيلم الماراثى رامشاستري عام 1944

سينما ماراثية هي الأفلام الهندية المنتجة باللغة الماراثية، لغة ولاية ماهاراشترا الهندية. التي يقع مقرها في مومباي القديمة، كما تعد أحد أقدم صناعات الأفلام الرائدة في الهند.
كان أول فيلم ماراثي صامت صدر في الهند هو فيلم Shree Pundalik اللمخرج الهندي داداسهب تورن في 18 مايو 1912 في مومباي. في حين تم إصدار أول فيلم ماراثي في عام 1932 حمل عنوان Ayodhyecha Raja، بعد عام واحد فقط من إصدار عالم‌ ارا أول فيلم هندي ناطق باللغة الهندية. وبالرغم من صغر صناعة السينما الماراثية مقارنة بالسينما الهندية الضخمة، إلا أنها أصيحت تشهد نمواً كبيرا في السنوات الأخيرة كونها خالية من الضرائب.
ويعد فيلم راجا هريششاندرا للمخرج دادساهب فالك أول فيلم ماراثي طويل في الهند ، صدر عام 1913. وتكريما لذلك خصصت الحكومة الهندية جائزة داداساهيب فالك السنوية التي تعد الجائزة السينمائية الأعلى في الهند المقدمة للذين أفنوا حياتهم في السينما الهندية.